# 第32回日本アカデミー賞
第32回日本アカデミー賞は、2009年（平成21年）2月20日に行われた日本アカデミー賞の発表・授賞式。司会は関口宏と樹木希林。

## 概要
対象となるのは2007年12月から2008年11月までに1週間以上商業公開が行われた映画。
授賞式の開催場所はグランドプリンスホテル新高輪、中継は日本テレビ。
候補は2008年12月18日に発表された。

## 最優秀作品賞
- おくりびと

### 優秀作品賞
- 母べえ
- クライマーズ・ハイ
- ザ・マジックアワー
- 容疑者Xの献身

## 最優秀アニメーション作品賞
- 崖の上のポニョ

### 優秀アニメーション作品賞
- 映画ドラえもん のび太と緑の巨人伝
- スカイ・クロラ The Sky Crawlers
- 名探偵コナン 戦慄の楽譜(せんりつのフルスコア)
- ONE PIECE THE MOVIE エピソードオブチョッパー+ 冬に咲く、奇跡の桜

## 最優秀監督賞
- 滝田洋二郎（おくりびと）

### 優秀監督賞
- 中島哲也（パコと魔法の絵本）
- 原田眞人（クライマーズ・ハイ）
- 三谷幸喜（ザ・マジックアワー）
- 山田洋次（母べえ）

## 最優秀脚本賞
- 小山薫堂（おくりびと）

### 優秀脚本賞
- 内田けんじ（アフタースクール）
- 加藤正人・成島出・原田眞人（クライマーズ・ハイ）
- 三谷幸喜（ザ・マジックアワー）
- 山田洋次・平松恵美子（母べえ）

## 最優秀主演男優賞
- 本木雅弘（おくりびと）

### 優秀主演男優賞
- 佐藤浩市（ザ・マジックアワー）
- 堤真一（クライマーズ・ハイ）
- 松山ケンイチ（デトロイト・メタル・シティ）
- 役所広司（パコと魔法の絵本）

## 最優秀主演女優賞
- 木村多江（ぐるりのこと。）

### 優秀主演女優賞
- 仲間由紀恵（私は貝になりたい）
- 広末涼子（おくりびと）
- 吉永小百合（母べえ）
- 吉永小百合（まぼろしの邪馬台国 YAMATAIKOKU）

## 最優秀助演男優賞
- 山﨑努（おくりびと）

### 優秀助演男優賞
- 浅野忠信（母べえ）
- 堺雅人（クライマーズ・ハイ）
- 堤真一（容疑者Xの献身）
- 寺脇康文（相棒 -劇場版- 絶体絶命! 42.195km 東京ビッグシティマラソン）

## 最優秀助演女優賞
- 余貴美子（おくりびと）

### 優秀助演女優賞
- 樹木希林（歩いても 歩いても）
- 檀れい（母べえ）
- 松雪泰子（デトロイト・メタル・シティ）
- 松雪泰子（容疑者Xの献身）

## 話題賞

### 俳優部門
- 松山ケンイチ（デトロイト・メタル・シティ）

### 作品部門
- 容疑者Xの献身

## 新人俳優賞
- 小池徹平（ホームレス中学生）
- 松田翔太（イキガミ）
- アヤカ・ウィルソン（パコと魔法の絵本）
- 長渕文音（三本木農業高校、馬術部 ～盲目の馬と少女の実話～）
- 福田沙紀（櫻の園‐さくらのその‐）
- 吉高由里子（蛇にピアス）

## 最優秀音楽賞
- 久石譲（崖の上のポニョ）

### 優秀音楽賞
- 荻野清子（ザ・マジックアワー）
- ガブリエル・ロベルト（パコと魔法の絵本）
- 冨田勲（母べえ）
- 久石譲（おくりびと）

## 最優秀撮影賞
- 浜田毅（おくりびと）

### 優秀撮影賞
- 阿藤正一・尾澤篤史（パコと魔法の絵本）
- 小林元（クライマーズ・ハイ）
- 長沼六男（母べえ）
- 松島孝助（私は貝になりたい）

## 最優秀照明賞
- 髙屋齋（おくりびと）

### 優秀照明賞
- 高倉進（パコと魔法の絵本）
- 堀直之（クライマーズ・ハイ）
- 中須岳士（母べえ）
- 木村太朗（私は貝になりたい）

## 最優秀美術賞
- 桑島十和子（パコと魔法の絵本）

### 優秀美術賞
- 小川富美夫（おくりびと）
- 種田陽平（ザ・マジックアワー）
- 出川三男（母べえ）
- 福澤勝広（クライマーズ・ハイ）

## 最優秀録音賞
- 尾崎聡・小野寺修（おくりびと）

### 優秀録音賞
- 岸田和美（母べえ）
- 瀬川徹夫（ザ・マジックアワー）
- 福田伸・太斉唯夫（パコと魔法の絵本）
- 矢野正人（クライマーズ・ハイ）

## 最優秀編集賞
- 川島章正（おくりびと）

### 優秀編集賞
- 石井巌（母べえ）
- 上野聡一（ザ・マジックアワー）
- 小池義幸（パコと魔法の絵本）
- 須永弘志・原田遊人（クライマーズ・ハイ）

## 最優秀外国作品賞
- ダークナイト

### 優秀外国作品賞
- 最高の人生の見つけ方
- ノーカントリー
- ラスト、コーション
- レッドクリフ PartⅠ

## 会長特別賞
- 市川崑（監督）
- 緒形拳（俳優）

## 岡田茂賞
- 株式会社 スタジオジブリ

## 協会特別賞
- 鳴海聡（操演）
- 羽鳥博幸（操演）
- 宮忠臣（ドッグトレーナー）